# جوزيف جورج ديفيدسون
جوزيف جورج ديفيدسون (بالإنجليزية: Joseph George Davidson)‏ هو كيميائي أمريكي، ولد في 7 فبراير 1892، وتوفي في 9 أكتوبر 1969.